# Jonni Myyrä
Joonas "Jonni" Myyrä (13. července 1892 Savitaipale – 22. ledna 1955 San Francisco) byl finský atlet, olympijský vítěz v hodu oštěpem z roku 1920 a 1924.

## Sportovní kariéra
Poprvé startoval na olympiádě v roce 1912, kde obsadil osmé místo v hodu oštěpem. V této disciplíně se stal olympijským vítězem v roce 1920 v Antverpách. Zde startoval rovněž v hodu diskem (nepostoupil do finále) a v pětiboji, který nedokončil. Olympijské zlato v hodu oštěpem obhájil v roce 1924 v Paříži. Byl pětinásobným světovým rekordmanem v hodu oštěpem (nejlepší výkon 66,10 z roku 1919). Po ukončení sportovní kariéry se z finančních důvodů přestěhoval z Finska do USA.